# Wiek Adaline
Wiek Adaline (tytuł oryg. The Age of Adaline) – amerykański film romantyczny z gatunku fantasy z 2015 roku w reżyserii Lee Tolanda Kriegera.

## Obsada
- Blake Lively jako Adaline Bowman
- Michiel Huisman jako Ellis Jones
- Harrison Ford jako William Jones
- Anthony Ingruber jako młody William
- Ellen Burstyn jako Flemming Prescott
- Kathy Baker jako Kathy Jones
- Amanda Crew jako Kikki Jones
- Lynda Boyd jako Regan
- Anjali Jay jako Cora
- Richard Harmon jako Tony
- Mark Ghanimé jako Caleb
- Barclay Hope jako Stanley Chesterfield
- Chris William Martin jako Dale Davenport
- Lane Edwards jako Dr. Larry Levyne
- Peter J. Gray jako Clarence James Prescott